# Yagoona, New South Wales
Yagoona este o suburbie în Sydney, Australia.